# Усман Дембеле
Масур Усман Дембеле (на френски: Masour Ousmane Dembélé; роден на 15 май 1997 г. в Вернон) е френски футболист, играе като нападател и се състезава за френския Пари Сен Жермен и националния отбор на Франция.

## Клубна кариера

### Стад Рене
Дембеле прави своя дебют за резервния отбор на Стад Рене на 6 септември 2014 година. Появява се в 78-ата минута, за да замени Зана Али.
На 9 ноември 2014 година вкарва първия си гол срещу резервите на Лавал. На 16 май отбелязва хеттрик при победата с 6 – 1 над Херувил. Вкарва общо 13 гола в 18 мача.
На 22 ноември 2015 година записва професионалния си дебют в Лига 1 при равенството 2 – 2 срещу Бордо. На 9 януари 2016 година отбелязва първия гол за Стад Рене за равенството 2 – 2 с местния враг Лориан. На 6 март 2016 година Дембеле вкарва първия хеттрик в професионалната си кариера при победата с 4 – 1 над Нант в Дербито на Бретон. Едва на 18-годишна възраст Дембеле завършва първия си сезон в професионалния футбол с 26 мача и 12 гола.

### Борусия Дортмунд
На 12 май 2016 година Дембеле преминава в германския гранд Борусия Дортмунд, подписвайки пет годишен договор, който влиза в сила от 1 юли 2016 година.

### Барселона
Дембеле преминава в Барселона на 25 август 2017, подписвайки петгодишен договор. Сумата по трансфера е €105 млн. и още €40 млн. под формата на бонуси, в зависимост от представянето на играча. Клаузата му за откупуване е €400 млн.

## Национален отбор
Усман Дембеле минава през всички национални гарнитури на Франция, като се състезава за националния отбор на Франция.

## Успехи
Борусия Дортмунд
- Купа на Германия: 2016/17

Барселона
- Ла Лига: 2017/18, 2018/19, 2022/23
- Купа на краля: 2017/18, 2020/21
- Суперкупа на Испания: 2018, 2023

Пари Сен Жермен
- Лига 1: 2023/24, 2024/25
- Купа на Франция: 2023/24, 2024/25
- Суперкупа на Франция: 2023, 2024
- Шампионска лига: 2024/25
- Суперкупа на УЕФА: 2025

### Национален отбор
Франция
- Световно първенство: 2018